# Indianerterritorium

Indianerterritorium (1836)

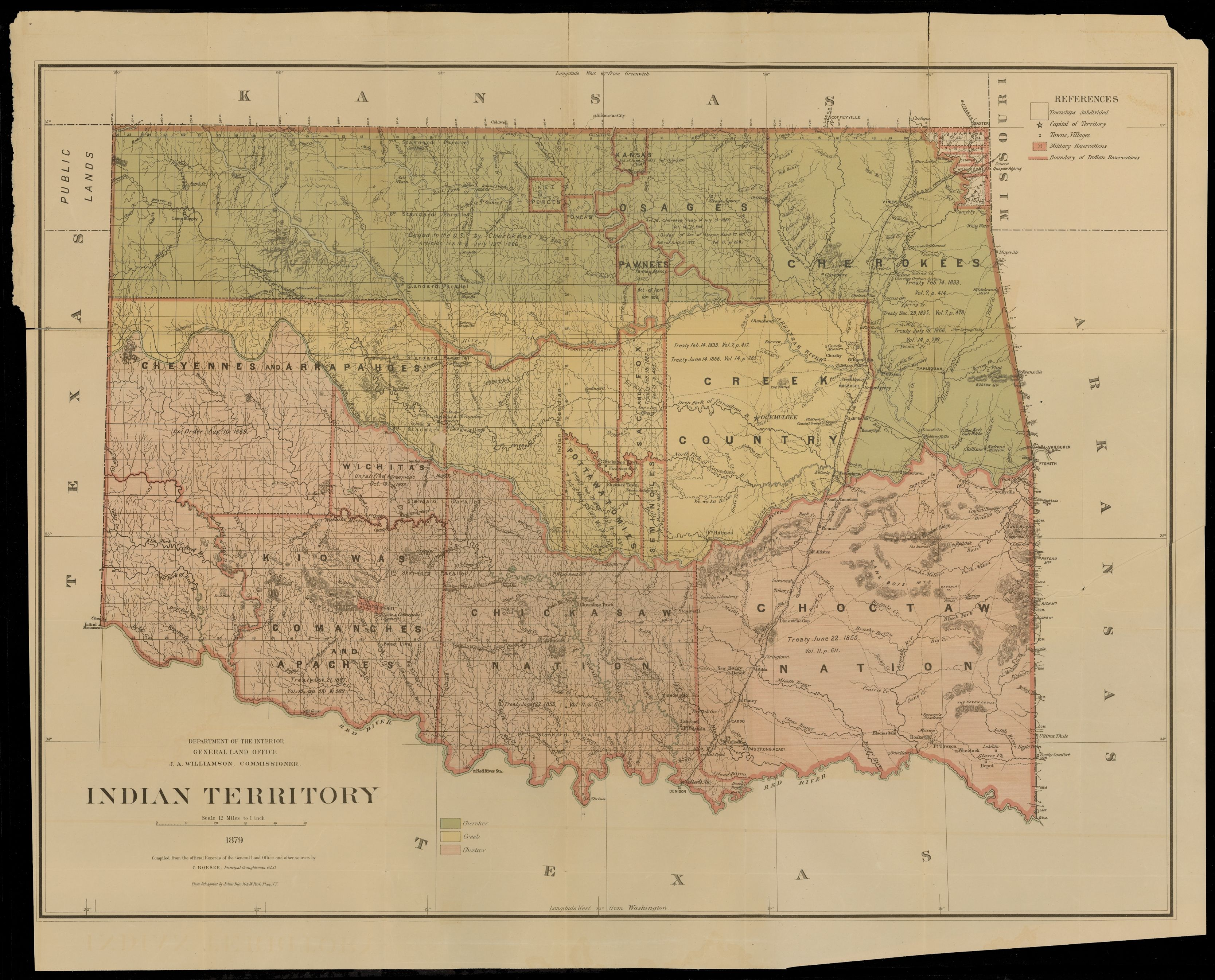
Indianerterritorium (1879)

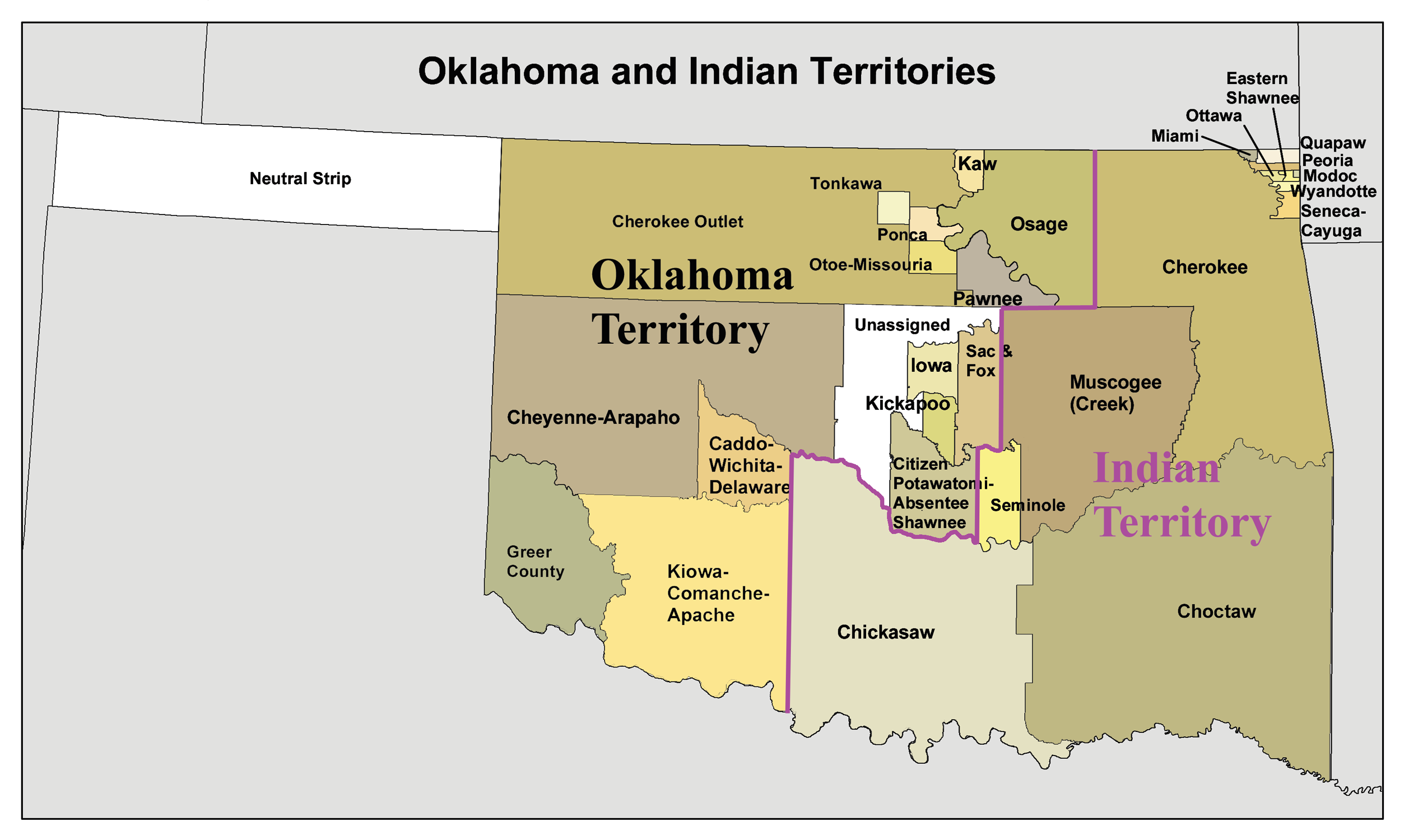
Das Indianerterritorium auf dem Gebiet des heutigen Oklahoma um 1890

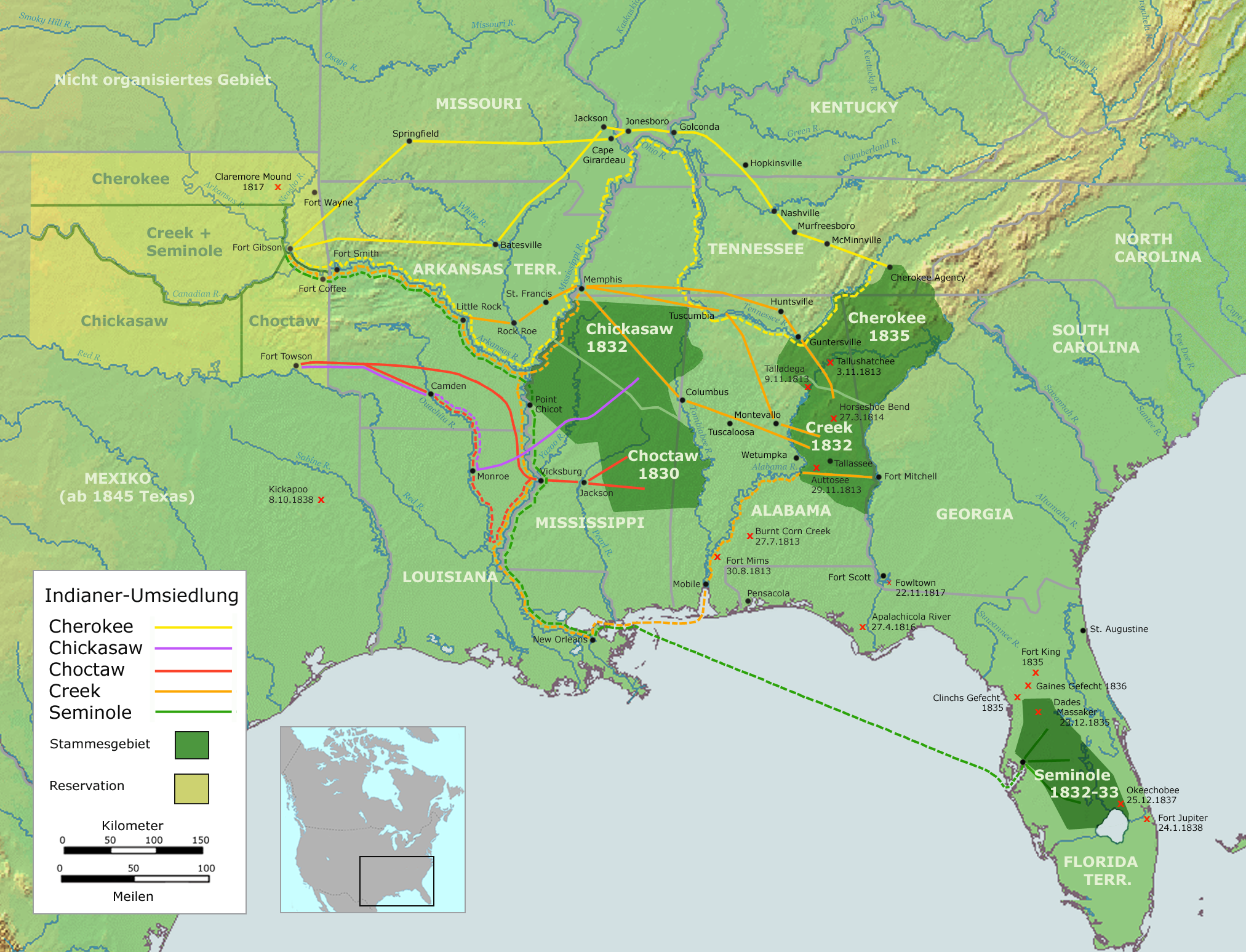
„Umsiedlung“ der Indianer aus den Territorien östlich des Mississippi ins Indianerterritorium im heutigen Oklahoma

Gebiete der Indianerregierungen vor ihrer Aufhebung, insgesamt entspricht die kolorierte Fläche dem Territorium, das nach dem Urteil im Fall Sharp v. Murphy als Reservat anerkannt wurde

Vor der Gründung von Oklahoma befand sich auf diesem Gebiet im Westen der USA das umgangssprachlich so genannte Indianerterritorium. Das Gebiet erstreckte sich zwischen 33° 35' und 37° nördlicher Breite sowie 94°20' und 98° westlicher Länge. Es umfasste damit etwa 81.320 km².

## Geschichte

### Vorgeschichte
Durch die Königliche Proklamation von 1763 war das Siedlungsgebiet der europäischen Einwanderer auf das Gebiet östlich der Appalachen begrenzt worden. Diese Regelung ließ sich jedoch nicht lange aufrechterhalten und die Siedlungsgrenze der Europäer schob sich nach dem Amerikanischen Unabhängigkeitskrieg und insbesondere nach dem Louisiana Purchase und dem Adams-Onís-Vertrag immer weiter nach Westen vor. Es wurde angenommen, dass die Gebiete westlich des Mississippi River im Gegensatz zum östlichen Teil unbewohnbar waren („Great American Desert“). Präsident Thomas Jefferson plante auf diesem Gebiet eine Siedlungszone für Indianer. Der Mississippi sollte die Einwanderer, die östlich des Stroms leben sollten, von den Ureinwohnern trennen.
Nach der Bildung des Bundesstaates Missouri 1820 wurde der Teil südlich davon zum Arkansas-Territorium, der Rest blieb ohne formelle Territorialverwaltung und wurde als Unorganized Territory bezeichnet.

### Vertreibung der Indianer aus dem Osten
Im gesamten 19. Jahrhundert wurde von den amerikanischen Regierungen das Ziel verfolgt, die amerikanischen Ureinwohner auf einem immer kleiner werdenden Territorium zusammenzudrängen. Besonders aggressiv ging Präsident Andrew Jackson in den 1830ern vor, unter dessen Regierung 1830 der Indian Removal Act Gesetzeskraft erlangte, der die Vertreibung aller Indianer aus den Territorien östlich des Mississippi legitimierte. Die Umsiedlung fand unter seinem Nachfolger Martin Van Buren, unter dem der Indian Removal Act noch einmal verschärft wurde, in einer quasi-legalen Weise statt. Offiziell wurden Umsiedlungsverträge mit den Indianern geschlossen, und kein Indianer war dem Wortlaut des Gesetzes nach gezwungen, seine Heimat aufzugeben. De facto wurde aber insbesondere von den lokalen Autoritäten erheblicher Druck ausgeübt und so entschlossen sich die meisten zur Umsiedlung. Viele fühlten sich jedoch hintergangen, da die Verträge zum Teil von Nicht-Bevollmächtigten ausgehandelt worden waren. Die Umsiedlungsaktionen verliefen zum Teil unter katastrophalen Bedingungen, so dass beispielsweise auf dem Pfad der Tränen (Trail of Tears) der Cherokee Tausende Tote zu beklagen waren. Die neuen Siedlungsgebiete erwiesen sich auch als weniger fruchtbar als die alten und so kam es in Folge zu mehreren Indianeraufständen, die militärisch niedergeschlagen wurden.

### Im heutigen Oklahoma
Als nach dem Kansas-Nebraska Act 1854 die Territorien Kansas und Nebraska gebildet wurden, blieb nur das Gebiet des heutigen Oklahoma als Unorganized Territory übrig, es bürgerte sich der Sprachgebrauch „Indianerterritorium“ dafür ein. Die einzelnen Stammesregierungen hatten eine eingeschränkte Hoheitsverwaltung über bestimmte Gebiete, die der jeweiligen Indianernation zugeteilt waren. Die größten und wichtigsten waren die Gebiete der sogenannten „Fünf Zivilisierten Stämme“:
- Cherokee (Regierungssitz in Tahlequah)
- Creek oder Muskogee (Regierungssitz in Okmulgee)
- Seminolen (Regierungssitz in Wewoka)
- Choctaw (Regierungssitz in Tuskahoma)
- Chickasaw (Regierungssitz in Tishomingo)

Kleinere Gebiete hatten auch andere Indianervölker aus dem Nordosten, etwa die Miami, Delaware oder Shawnee, daneben gab es auch gemeinsame Gebiete, so hatten etwa die Seneca gemeinsam mit den Cayuga einen kleinen Landzipfel. Auch einheimische Gruppen wie die Ponca oder Osage hatten Areale.
Entgegen den Zusagen, dass das Land auf ewig den Indianern gehören sollte, wurde der Westteil 1889 für weiße Siedler geöffnet (Oklahoma Land Run) und 1890 als Oklahoma-Territorium organisiert. In den Jahren 1902 bis 1905 gab es Bestrebungen, den Ostteil von Oklahoma als eigenständigen neuen Bundesstaat Sequoyah zu organisieren. Diese Bestrebungen stießen jedoch bei Präsident Theodore Roosevelt auf Ablehnung und 1907 wurde mit der Aufnahme Oklahomas in die Union als Staat auch der Rest des Indianerterritoriums abgeschafft. Dieses neue Oklahoma wurde als Einheitsstaat verwaltet, die Stammesregierungen verloren ihre Hoheitsrechte.
Im Juli 2020 entschied der Oberste Gerichtshof im Fall McGirt v. Oklahoma, dass dieses Gebiet bis heute als Indianer-Reservat gilt, auch das Land, auf dem ein großer Teil von Tulsa liegt, der zweitgrößten Stadt Oklahomas. Für das Strafrecht gilt damit Bundesgerichtsbarkeit. Für zivilrechtliche Angelegenheiten wird infolge des Urteils zwischen dem Staat Oklahoma und den Fünf Stämmen eine geteilte Gerichtsbarkeit ausverhandelt.